# AKB48 夏之猴大嬸祭
AKB48 夏之猴大嬸祭（日語：AKB48 夏のサルオバサン祭り）是日本女子偶像組合AKB48於2009年9月13日在SOUNDCONIFER229舉行的演唱會。

## 概要
- 這次演唱會是AKB48的首次免費的演唱會[3]。
- 演唱會的名稱是源自負責劇場廣播及公共關係的西山恭子小姐的綽號「猴子大嬸」。
- 由於這次演唱會的公演內容較之前的遜色，因此在當天的較早時間，選拔成員（1至12位）在富士急高原樂園舉行巡遊及使用樂園設施[4][5]。
- 將會在這次演唱會披露第14張單曲的詳細資訊[6]。

## 參加成員
團隊所屬以演出時為準
- AKB48
  - Team A
    - 板野友美、北原里英、小嶋陽菜、佐藤亞美菜、佐藤由加理、篠田麻里子、高城亞樹、高橋南（高橋みなみ）、中田千智（中田ちさと）、藤江麗奈（藤江れいな）、前田敦子、峯岸南（峯岸みなみ）、宮崎美穗

  - Team K
    - 秋元才加、梅田彩佳、大島優子、大堀惠、奧真奈美、小野惠令奈、河西智美、倉持明日香、小林香菜、近野莉菜、野呂佳代、增田有華、松原夏海、宮澤佐江

  - Team B
    - 浦野一美、多田愛佳、柏木由紀、片山陽加、指原莉乃、田名部生來、仲川遙香、中塚智實、仲谷明香、仁藤萌乃、平嶋夏海、米澤瑠美、渡邊麻友

  - Team研究生
    - 大家志津香、石田晴香、內田真由美、野中美鄉、岩佐美咲、菊地彩香（菊地あやか）、小森美果、佐藤堇（佐藤すみれ)、鈴木瑪莉亞（鈴木まりや）、前田亞美、松井咲子
- SKE48
  - 松井珠理奈、松井玲奈[7]

※小原春香休演、佐藤夏希因身體不適休演。

## 曲目
- 所有時間為日本時間。
- 舉行日期及時間：9月13日、入場時間16:00、出演時間17:00[1]
- 表演前播報：高橋南

1. overture
2. Maybe是藉口（言い訳Maybe） - 板野、北原、小嶋、佐藤亞、佐藤由、篠田、高橋、前田敦、峯岸、宮崎、秋元、大島、小野、河西、倉持、宮澤、浦野、多田、柏木、渡邊、松井珠
3. MC1 - 選拔成員、
4. 初日 - Team B、岩佐、內田、小森
5. 大家一起來（みなさんもご一緒に） - Team B、岩佐、內田、小森
6. 女高中生睡美人（JK眠り姫） - Team A、佐藤堇、野中、松井咲
7. Dear my teacher - Team A、佐藤堇、野中、松井咲
8. 梅樂斯之路（メロスの道） - Team K、大家、菊地
9. 化作滾石吧（転がる石になれ） - Team K、大家、菊地
10. MC2 - Team K、大家、菊地
11. 裙襬飄飄（スカート、ひらり） - 板野、小嶋、篠田、高橋、前田敦、大島、渡邊
12. 我的太陽（僕の太陽） - 板野、小嶋、篠田、高橋、前田敦、大島、渡邊、佐藤由、峯岸、秋元、小野、河西、宮澤、柏木
13. BINGO! - 北原、高城、中田、藤江、宮崎、倉持、片山、中塚、仁藤、石田、岩佐、內田、大家、菊地、野中、松井咲
14. 浪漫、不需要（ロマンス、イラネ） - 佐藤亞、秋元、梅田、小林、近野、松原、增田、多田、柏木、指原、田名部、仲川、仲谷、平嶋、米澤、佐藤堇[9]
15. 妳正在看着夕陽嗎？（夕陽を見ているか？） - 板野、小嶋、高橋、前田敦、峯岸、大島、小野、河西、宮澤、渡邊
16. 制服真礙事（制服が邪魔をする） - 板野、小嶋、篠田、高城、高橋、前田敦、峯岸、柏木
17. 曾不屑一顧的愛情（軽蔑していた愛情） - 板野、小嶋、篠田、高城、高橋、前田敦、峯岸、柏木、秋元、大島、小野、河西、小林、增田、宮澤
18. MC3 - 大堀、野呂、浦野、佐藤由
19. 驚喜之淚！（涙サプライズ！） - 板野、小嶋、篠田、高橋、藤江、前田敦、峯岸、宮崎、大島、小野、河西、宮澤、柏木、指原、仁藤、渡邊、小森、松井珠、松井玲
20. 想見你（会いたかった） - 全員
21. Baby! Baby! Baby! - 板野、北原、小嶋、佐藤由、篠田、高城、高橋、前田敦、峯岸、宮崎、秋元、梅田、大島、大堀、小野、河西、宮澤、柏木、仁藤、渡邊
22. 10年櫻（10年桜） - 全員
23. 大聲鑽石（大声ダイヤモンド） - 全員[10]

安可曲
1. 機尾雲（ひこうき雲） - Theater Girls（中田、梅田、小林、近野、松原、增田、田名部、中塚、仲谷、平嶋、米澤、岩佐、內田、大家、鈴木瑪、野中、松井咲）
2. 因為喜歡你（君のことが好きだから） - Under Girls（佐藤亞、高城、藤江、奧、倉持、多田、片山、指原、仲川、仁藤、石田、菊地、小森、佐藤堇、前田亞、松井玲）
3. RIVER - 選拔成員（板野、北原、小嶋、篠田、高橋、前田敦、峯岸、宮崎、秋元、大島、小野、河西、宮澤、柏木、渡邊、松井珠）
4. MC4 - 全員
5. 櫻花的花瓣們（桜の花びらたち） - 全員[11][12]

- 表演後播報：大島優子

## 公佈
- 將於2009年10月21日發售第14張單曲「RIVER」[2][12]。
- 公佈將於2010年1月21日至24日舉行AKB48 重溫時間 最佳曲目100 2010，單曲「RIVER」將會包含投票券[2]。

## DVD
演唱會的DVD由AKS於2009年12月12日發行。內容包括演唱會及幕後花絮，包括成員在樂園巡遊、演員會的採排及後台片段。隨DVD附送5張成員的生寫真。